# Турецька демократична партія Косова
Турецька демократична партія Косова (тур. Kosova Demokratik Türk Partisi; алб. Partia Demokratike Turke e Kosovës) — політична партія в Косові, що представляє турецьку меншину в країні. Організацію очолює Махір Яґджилар, міністр навколишнього середовища та просторового планування в уряді Хашима Тачі.
Вона була заснована як Турецький демократичний союз (тур. Türk Demokratik Birliği) 19 липня 1990 року в Призрені та змінила свою назву на Турецьку демократичну партію Косова 20 червня 2001 року під керівництвом Місії ООН у Косові.
На парламентських виборах 2004 року Турецька демократична партія Косова отримала 1,2% голосів виборців і 3 зі 120 місць. На виборах 2007 року партія зберегла свої 3 місця в Асамблеї Косово, одне з основного списку кандидатів (Махір Яґджилар) і два місця, зарезервовані для турецької меншини (Еніс Керван, Мюфера Шинік).

## Вибори
| Рік  | % голосів | Загальна кількість місць | Турецькі засидіння | Зміна місця |
| ---- | --------- | ------------------------ | ------------------ | ----------- |
| 2001 | 1,00      | 3 / 120                  | 3 / 3              | ▬           |
| 2004 | 1.21      | 3 / 120                  | 3 / 3              | ▬           |
| 2007 | 0,87      | 3 / 120                  | 3 / 3              | ▬           |
| 2010 | 1.22      | 3 / 120                  | 3 / 3              | ▬           |
| 2014 | 1.02      | 2 / 120                  | 2 / 2              | ▼1          |
| 2017 | 1.08      | 2 / 120                  | 2 / 2              | ▬           |
| 2019 | 0,81      | 2 / 120                  | 2 / 2              | ▬           |
| 2021 | 0,75      | 2 / 120                  | 2 / 2              | ▬           |